# Сирмакасы
Сирмакасы, Сирма-Касы, Сирма-касы (чув. Ҫырмакасси) — упразднённая в 1964 году деревня в Чувашии. Ныне на территории посёлка Чандрово Московского района города Чебоксары.

## География
Находилась в пригородной зоне города Чебоксары, на берегу реки Волга.

## История
Чувашский географический термин касы означает «выселок, околоток, часть деревни, улица», первая часть топонима — «овраг». Сирмакасы по-чувашски — выселок у оврага.
До революции Сирмакасы (Итьменкасы) и до 1920 года входили в состав Янгильдинской волости Козьмодемьянского уезда Казанской губернии. После революции в составе Янгильдинской волости (до 1926 года), Чебоксарской волости Чебоксарского уезда с 26 июля 1920 года по 1927 год. С 1 октября 1927 года входил в Чебоксарский район, с 1 марта 1935 года в Ишлейский район, с 14 июля 1959 года вновь в Чебоксарском районе. Затем с 27 марта 1962 года деревня перешла деревня в подчинение Чебоксарского горсовета.
Сельсоветы: Яушевский — с 1 октября 1927 года, Чандровский — с 1 октября 1928 года, Вурман-Сюктерский — с 14 июня 1954 года, Заводской — с 27 марта 1962 года.
В годы Великой Отечественной войны погибли или пропали без вести 10 жителей небольшой деревни.
В 1964 году Указом Президиума ВС РСФСР населённые пункты Иштереккасы, Сирмакасы и Турикасы объединены в один населённый пункт под названием посёлок Чандрово.

## Инфраструктура
Личное подсобное хозяйство.

## Транспорт
Просёлочные дороги.